# Ulver
Ulver est un groupe de musique expérimentale norvégien. Si les premiers albums du groupe, comme Bergtatt, sont caractéristiques d'un black metal teinté d'influences folkloriques, son style musical évolue au fil des années et intègre progressivement des sonorités rock, electronica, symphoniques, bruitistes, progressives et expérimentales. 1997 est marqué par la sortie internationale d'un troisième album, Nattens madrigal sous le label allemand Century Media. Cependant, à cause de divergences avec la production, Kristoffer Rygg, le créateur du groupe, fonde son propre label, Jester Records en 1998. Le compositeur et multi-instrumentiste britannique Daniel O'Sullivan se joint au collectif en 2009.
Ulver compte plus de 500 000 exemplaires vendus, et plus de 11 millions d'auditeurs sur Last.fm, est nommé deux fois aux Grammy Awards norvégiens et au Spellemannsprisen dans différentes catégories, remporte les Oslo Awards dans la catégorie « meilleur album de l'année »  pour Shadows of the Sun en 2008, puis le prix Natt&Dag du « meilleur groupe en live » en 2011, et connaît depuis lors un regain de popularité, notamment pour son approche musicale riche autant qu'imprévisible.

## Biographie

### Trilogie black metal

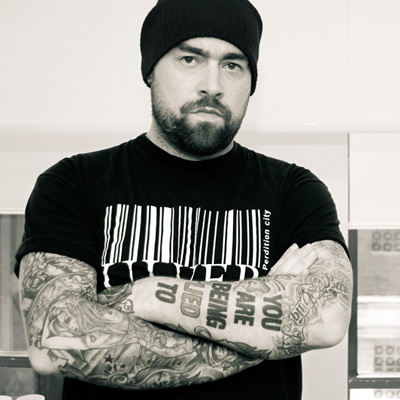
Rygg en 2007.

Kristoffer Rygg forme Ulver en 1993 à Oslo, en Norvège, avec Grellmund, Robin Malmberg, Carl-Michael Eide, Håvard Jørgensen, et A. Reza. Ensemble, ils publient leur première cassette audio démo, Vargnatt, en novembre 1993. Leur musique colle avec la scène black metal norvégienne des années 1980,. Cependant, on peut noter certains éléments avant-gardistes, jazz, rock et gothiques. Les paroles archaïques dano-norvégiennes s'inspirent du folklore scandinave et de poètes baroques comme Ludvig Holberg et Thomas Kingo.
L'année suivante paraît le premier album studio d'Ulver, intitulé Bergtatt, la première partie de ce que deviendra la « trilogie black metal », au label Head Not Found. Cet album s'inscrit dans la continuité de Vargnatt, mais en beaucoup plus abouti. Le côté folklorique est davantage développé. À cette époque, les membres du groupe ne cachent pas leur intérêt pour l'occultisme, ils posent sur les photos des livrets parés de pentagrammes, croix inversées et autres attributs typiques du genre. Il faut savoir que l'occultisme primaire d'Ulver est très influencé par le goût prononcé de Garm pour le groupe anglais Coil. En 1996, Ulver surprend en enregistrant Kveldssanger, publié en mars 1996 au label Head Not Found, un album entièrement joué à la guitare acoustique aux airs folks et chanté en chœur avec des voix claires et dégagées. Après avoir signé avec la maison de disques Century Media, le groupe opère en 1997 un nouveau changement radical de direction, puisqu'ils décident de retourner aux sources et sortent le puissant Nattens Madrigal, plus connu sous le nom abrégé de Nattens Madrigal, un album de pur black metal très cru, agressif et saturé.
La « trilogie black metal » prend fin avec ce troisième album et une nouvelle ère s'ouvre pour le groupe, désireux de s'éloigner de ce milieu dans lequel les membres ne se retrouvent plus. Malgré cela, ils restent attachés à leur philosophie qui les rapprochaient des idéaux du black metal par un point de vue critique sur la dictature morale du christianisme. Le fait que des références religieuses se réintroduisent dans les thématiques et dans l'esthétique du groupe au fur et à mesure qu'il mûrit montre un rapport au sacré qui lui est tout à fait particulier.

### Album de Blake
En 1998 sort un l'album-concept Themes From William Blake's The Marriage of Heaven and Hell basé sur Le Mariage du Ciel et de l'Enfer, œuvre du peintre et poète anglais William Blake. Ulver retranscrit en chansons l'œuvre du poète, qui, à son époque, critiquait la morale chrétienne comme dictature de la raison, prônant le génie, l'énergie, et dont la critique de la raison lui valut d'être pris pour un fou. « Tandis que je marchais parmi les flammes de l’Enfer, et faisais mes délices du ravissement du génie, que les Anges considèrent comme tourment et folie, je recueillis quelques-uns de leurs Proverbes ». La musique est plus électronique et expérimentale, mais le côté metal reste néanmoins présent et on peut noter la présence en guest de Fenriz de Darkthrone et de Ihsahn d'Emperor. À cette période est également créé le label indépendant de Kristoffer G. Rygg, Jester Records, qui accueillera tous les autres disques d'Ulver.

### Metamorphosis
En 1999, le virage définitif est pris ; changement de logo, changement de style : le nom de l'EP sorti cette année-là, Metamorphosis, résume tout à lui tout seul. Ulver y présente en effet un nouveau son largement dominé par la musique électronique, et sans aucune trace de metal. Il reste tout de même un certain recul vis-à-vis de la chrétienté, comme en témoigne la chanson Gnosis dont les paroles sont inspirées du poème Mauvais Sang dans un recueil nommé Une Saison en Enfer d'Arthur Rimbaud, où il est également question de la remise en question de la morale chrétienne.
L'année suivante voit sortir Perdition City, album de musique électronique (qualifiée parfois de trip hop, à raison d'ailleurs, cela est bien relatif) aux ambiances proches de celles que l'on retrouve sur les albums Lifeforms et Dead Cities du groupe The Future Sound of London (deux morceaux font d'ailleurs référence au duo britannique, à savoir The Future Sound of Music et Dead City Centres. Un saxophoniste est invité pour l'ouverture. Ce Perdition City est généralement considéré comme le meilleur album de la période électronique d'Ulver[citation nécessaire]. Le son est un tant soit peu « psychédélique », décrit comme electronica atmosphérique, et évoque une bande-son imaginaire.
Deux EPs, Silence Teaches You How to Sing et Silencing the Singing, voient le jour en 2001 et sont réunis sur Teachings in Silence en 2002. Ulver arrive ici au bout d'une des branches de son évolution, amorcée avec Metamorphosis : le tournant électronique de leur musique s'extrêmise et devient un tournant atmosphérique. Épurés de tout rythme soutenu, ces deux projets très particuliers sont finalement des albums d'ambient quasi-méditatifs. Viennent ensuite deux Bandes originales de films : Lyckantropen Themes en 2002, pièce très atmosphérique réalisée pour le court métrage du norvégien Steve Ericsson,, et Svidd neger (« Nègre brûlé »), disque orchestré plus classique, en 2003, pour le court métrage d'Erik Smith Meyer. Ces deux parutions se réclament albums à part entière et sont édités sur le label de Kristoffer G. Rygg. Ulver continue encore aujourd'hui à travailler sur des musiques de films et a récemment composé quelques morceaux pour Uno, long métrage d'Aksel Hennie.

### Second Decade in the Machines
En 2003, sort un nouvel EP : A Quick Fix of Melancholy. Une musique avant-gardiste sur fond de néoclassicisme : Ulver continue son évolution et annonce ainsi le futur Blood Inside. Un mélange d'orchestration et d'electronica, l'EP est écrit par Christian Bök et contient un réarrangement d'une chanson issue de Kveldssanger. En 2004, le groupe collabore avec la chanteuse Mari Boine et la percussionniste Marilyn Mazur pour la bande-son du film Salto, salmiakk og kaffe.
En 2005 sort Blood Inside, sorte d'énigmatique réconciliation avec la chrétienté (Garm change de pseudonyme et se fait appeler John Paul 2 pour l'occasion) mais surtout avec la sanité. Certains titres de chansons tels que For the Love of God ou Christmas, témoignent du retour d'Ulver, après son extraordinaire parcours, à une musique apaisée, d'une nouvelle maturité, et pourtant avec un son résolument plus rock que les opus précédents. Pas de reniement, mais un syncrétisme des diverses influences passées, présidé par le travail (que l'on sent acharné) de Garm au chant, qui jamais n'a été autant présent dans Ulver.
Ulver et le groupe Sunn O))) s'associent pour une chanson de quinze minutes intitulée CUT WOODeD - un hommage au réalisateur Ed Wood qui sera plus tard publiée dans le coffret WHITEbox de Sunn O))) en juillet 2006.
2007 voit l'arrivée de Shadows of the Sun, en octobre 2007 en Europe et aux États-Unis. Il marque le retour d'instruments classiques (violons et violoncelle) sans toutefois oublier le penchant électronique : on remarquera la présence du thérémine joué par Pamelia Kurstin, invitée spécialement sur l'album, ainsi que la présence du guitariste Christian Fennesz sur un titre. Sombre et intense, il est chanté de façon plus retenue par un Kristoffer G. Rygg tout en nuances (passages parlés voire chuchotés sur Vigil). On peut noter sur cet album la reprise d'un titre de Black Sabbath, Solitude, plus léger que les autres compositions. Un opus fantastique, et sûrement une des œuvres les plus abouties et les plus personnelles d'après les membres du groupe.

### Changements

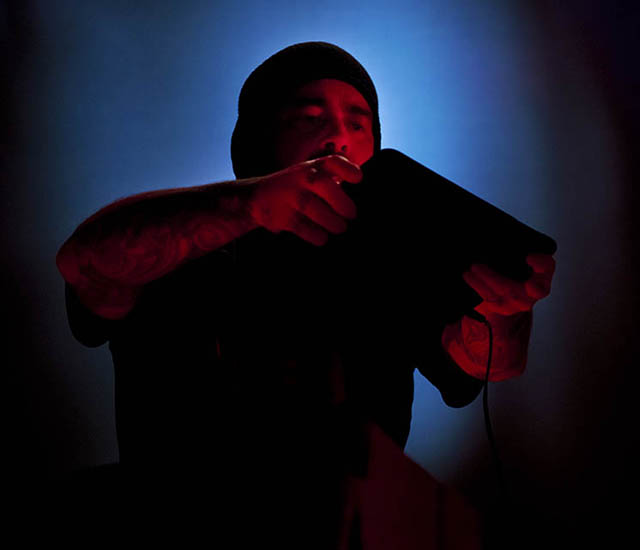
Ulver, sur scène à Londres, en 2011.

En 2009, le groupe, pourtant exclusivement « studio » depuis quinze ans, annonce qu'il donnera son premier concert le 30 mai 2009, à l'occasion du festival de littérature de Lillehammer. Événement rare qui sera pourtant réitéré par la suite au festival Brutal Assault mais aussi dans des lieux plus chics tels que le Queen Elizabeth Hall à Londres. 2009 aura donc été un tournant pour le groupe qui s'est enrichi d'un nouveau membre, Daniel O'Sullivan, et qui annonce des projets pour l'avenir : une tournée européenne en 2010 (avec notamment une participation au Hellfest), une collaboration avec le groupe Sunn O))) et un album de reprises de chansons hippies des années 1960.
Wars of the Roses, sorti le 11 avril 2011, est finalement un album studio, contrairement à ce que le groupe avait laissé penser à l'origine. Celui-ci ouvre de nouveaux horizons pour le groupe, avec notamment une orientation plus art rock, mais tout en conservant les éléments électroniques et ambient chers aux Norvégiens depuis de nombreuses années. ((Wars of the Roses est paru durant une tournée du groupe, au cours de laquelle l'album fut joué en intégralité durant les concerts, et disponible en format vinyle en avance sur la date de sortie.
En 2012 paraissent les albums Childhood's End et Live at Roadburn, des opus orientés rock psychédélique et constitués majoritairement de reprises de groupes majeurs du genre.
L'année suivante parait Messe I.X-VI.X, un album enregistré avec le Tromsø Chamber Orchestra et influencé par la musique classique.
Le 10 février 2014, Ulver sort en compagnie de Sunn O))) l'album Terrestrials issu de sessions d'enregistrement organisées en 2008 à Oslo (Norvège).
2016 voit l'arrivée de l'album ATGCLVLSSCAP, signant le retour du rock dans le son du groupe, bien que la BO de Riverhead, sortie à la fin de l'année, n'en contienne aucune trace et se concentre sur le drone et le dark ambient.
The Assassination of Julius Caesar, onzième album d'Ulver, sort en avril 2017. C'est un album aux influences synthpop et synthwave. Quelques mois après parait l'EP Sic Transit Gloria Mundi, dans cette même veine.

## Style musical
Le style musical d'Ulver a beaucoup évolué depuis sa fondation. Le groupe pratiquait au début des années 1990 un black metal influencé par le folklore et la poésie scandinave, tantôt violent et tragique, tantôt mélancolique et sombre, comprenant de nombreux passages dark folk et une production remarquable.
Après une trilogie d'albums consacrés à ce style (dont le deuxième opus, Kveldssanger, est paradoxalement exclusivement un album folk), le groupe change quelque peu d'orientation en 1998 à l'occasion d'un album-concept (Themes From William Blake's The Marriage of Heaven and Hell) consacré à la poésie de l'auteur britannique William Blake dans son ouvrage Le Mariage du Ciel et de l'Enfer. La musique électronique et industrielle fait alors son irruption dans l’œuvre d'Ulver, mais conservant toujours une sonorité plus ou moins metal, bien que cela soit assez éloigné du black metal de leurs origines, et plus proche de la nouvelle scène metal avant-gardiste norvégienne qui se développe autour de groupes tels que Ved Buens Ende, Manes, In the Woods... et Fleurety.
Pourtant, l'année 1999 voit le groupe amorcer un changement radical, puisqu'il abandonne définitivement le monde du metal et devient un groupe de musique avant-gardiste aux confluents du trip hop et de l'ambient, pour explorer plus tard la musique post-industrielle, gothique, psychédélique et contemporaine, sans renier l'électronique.

## Membres

### Membres actuels
- Kristoffer Rygg - chant, programmation (depuis 1993)
- Tore Ylwizaker - programmation, clavier (depuis 1998). Il est décédé le 16 août 2024[30].
- Jørn H. Sværen - divers (depuis 2000)
- Daniel O'Sullivan - guitare, basse, clavier (depuis 2009)

### Membres invités
- Lars Pedersen - batterie, percussions (depuis 2009)
- Ole Aleksander Halstensgård - instruments électroniques (depuis 2009)
- Pamelia Kurstin - thérémine (depuis 2009)
- Anders Møller - batterie (depuis 2014)

## Discographie

### Albums studio
- 1995 : Bergtatt - Et Eeventyr i 5 Capitler
- 1996 : Kveldssanger
- 1997 : Nattens Madrigal - Aatte Hymne til Ulven i Manden
- 1998 : Themes From William Blake's The Marriage of Heaven and Hell
- 2000 : Perdition City
- 2002 : Lyckantropen Themes (musique de film)
- 2003 : Svidd neger (musique de film)
- 2005 : Blood Inside
- 2007 : Shadows of the Sun
- 2011 : Wars of the Roses
- 2012 : Childhood's End (album de reprises)
- 2013 : Messe I.X–VI.X
- 2014 : Terrestrials (collaboration avec Sunn O))))
- 2016 : ATGCLVLSSCAP
- 2017 : The Assassination of Julius Caesar
- 2019 : Drone Activity
- 2020 : Flowers of Evil
- 2021 : Scary Muzak
- 2024 : Liminal Animals

### EPs
- 1993 : Vargnatt (démo)
- 1999 : Metamorphosis
- 2001 : Silence Teaches You How to Sing
- 2001 : Silencing the Singing
- 2003 : A Quick Fix of Melancholy
- 2017 : Sic Transit Gloria Mundi

### Compilations
- 1997 : The Trilogie - Three Journeyes Through the Norwegian Netherworlde (compilation en vinyles des trois premiers albums studio du groupe)
- 2002 : Teachings in Silence (album regroupant les deux EPs Silence Teaches You How to Sing et Silencing the Singing)